# Adaprolol
Adaprolol je beta blokator.